# Третьяков, Константин Николаевич
Константи́н Никола́евич Третьяко́в (1892—1956) — русский и советский невропатолог. Известен как учёный, создавший нигерную теорию болезни Паркинсона, человек исследовавший функции чёрного вещества ствола головного мозга.

## Биография и научная деятельность
Родился 26 декабря 1892 года (8 января 1893) в Новом Маргилане (современное название Фергана) в семье военного врача. Впоследствии семья Третьяковых переехала в Сибирь. Её отличали либеральные взгляды — мать Константина А. Э. Третьякова за них была выслана из Иркутска. Константин участвовал в политических демонстрациях, за что был вынужден уйти из колледжа в Иркутске и сдавать экзамены экстерном. В связи с этим родители отправили детей для получения высшего образования в Париж.
В 1911 году поступил на медицинский факультет Сорбонны. По его окончании в 1916 году был назначен заведующим лабораторией мозга кафедры нервных болезней имени Шарко. Эту должность он занимал 7 лет (с 1916 по 1923 годы). В ней он некоторое работал совместно со знаменитым румынским невропатологом Георгием Маринеско.
Работа в лаборатории имени Шарко проходила в период I мировой войны и эпидемии летаргического энцефалита Экономо.
Основным направлением работы Третьякова стало изучение патогенеза постэнцефалитического паркинсонизма и исследование мозга больных, которые умерли от энцефалита. Он обнаружил у умерших от данного заболевания больных выраженную утрату чёрной субстанции. В своей диссертации он писал:

Здесь и только здесь клеточные элементы при эпидемическом энцефалите носят всегда деструктивный характер и оставляют неизлечимые рубцы, дающие явления паркинсонизма, наиболее постоянный и типичный синдром эпидемического энцефалита

С 1923 по 1926 годы по приглашению правительства Сан-Паулу в Бразилии работал заведующим неврологического отделения в больнице Juquery, где организовал выпуск медицинского журнала.
При содействии знаменитого русского врача и учёного В. М. Бехтерева вернулся в СССР, где вначале работал научным сотрудником в психоневрологическом институте. В 1931 году он был избран по конкурсу на должность заведующего кафедрой нервных болезней Саратовского медицинского института. На этой должности работал до самой смерти.
За разработку нигральной теории патогенеза паркинсонизма Третьякову было присвоено звание лауреата и присуждена именная серебряная медаль Сорбонны. Был награждён орденом «Знак Почёта» и тремя медалями. В октябре 1945 года избран членом-корреспондентом Академии медицинских наук СССР.
Похоронен на 1-м участке Воскресенского кладбища Саратова.

## Основные научные работы
- Kirmisson, Trétiakoff. Volumineuse tumeur du rein droit (adénosarcome) chez une fillette de 6 ans: extirpation, guerison. «Archives de Médecine des Enfants» 20, s. 257 (1917)
- Kirmission E, Trétiakoff. Méningo-encéphalocèle de la région occipitale (ectopie du cervelet) chez une petite fille de deux mois et demi. «Archives de Médecine des Enfants» 20, ss. 412—417 (1917)
- Marie P, Tretiakoff C. Examen histologique des centres nerveux dans deux cas d’encéphalite léthargique. «Bulletins Et Mémoires de la Société Médicale Des Hôpitaux de Paris, 3 série» 34, ss. 475—479 (1918)
- Contribution à l’étude de l’anatomie pathologique du locus niger de Soemmering avec quelques deductions relatives a la pathogenie des troubles du tonus musculaire et de la maladie de Parkinson. Paris 1919
- Marie P, Tretiakoff C. Examen histologique des centres nerveux dans un cas de choree aigue de Sydenham. «Revue Neurologique» 27, ss. 428—438 (1920)
- Foix C, Tretiakoff. Les lésions médullaires au cours de l’hérédo-ataxie cérébelleuse de la maladie de Friedreich et de la paraplégie spastique familiale. «Bulletins Et Mémoires de la Société Médicale Des Hôpitaux de Paris, 3 série» 44, ss. 1140—1151 (1920)
- Encéphalite léthargique avec syndrome parkinsonien et catatonie; rechute tardive; vérification anatomique. «Revue Neurologique» 27, ss. 772—778 (1920)
- Marie P, Tretiakoff C. Etat de l’hypophyse dans l’encéphalite léthargique. «Bulletins Et Mémoires de la Société Médicale Des Hôpitaux de Paris, 3 série» 44, s. 357 (1920)
- Crouzon O, Béhague P, Tratiakoff. Autopsie d’un cas d’ophtalmoplégie congenitale et familiale. «Bulletins Et Mémoires de la Société Médicale Des Hôpitaux de Paris, 3 série» s. 915 (1920)
- Souques A, Trétiakoff C. Lésions du locus niger dans trois cas de paralysie agitante. «Bulletins Et Mémoires de la Société Médicale Des Hôpitaux de Paris, 3 série» 44, ss. 1027—1029 (1920)
- Marie P, Trétiakoff C, Stumfer E. Etude anatomo-pathologique des centres nerveux dans un cas de myxoedème congénital avec crétinisme Encéphale 2, ss. 601—608 (1920)
- Marie P, Tretiakoff C. Anatomie pathologique de l’encéphalite léthargique (étude histo-pathologique comparative de 4 cas). Ann. de méd. 6, ss. 1-15 (1920)
- Marinesco G, Tretiakov C. Etude histo-pathologique des centres nerveux dans 3 cas de maladie de Friedreich. «Revue Neurologique» 27, ss. 113-31 (1920)
- Les lésions médullaires au cours de l’hérédo-ataxie cérébelleuse de la maladie de Friedreich et de la paraplégie spastique familiale. «Bulletins Et Mémoires de la Société Médicale Des Hôpitaux de Paris, 3 série» 44, ss. 1140—1151 (1920)
- Discussion. «Revue Neurologique» 37, ss. 592—593 (1921)
- Trétiakoff C, Ramos V. Etude anatomique d’un cas de moelle bifide (double moelle lombaire). «Revue Neurologique» 28, ss. 768—772 (1921)
- Tretiakoff C, Godoy J. L'étude anatomo-pathologique des plexus choroïdes dans trois cas de maladies familiales diverses. «Revue Neurologique» 28, ss. 837—840 (1921)
- Trétiakoff C, Balestra S. Absence congénitale du corps calleux sans troubles psychiques apparents chez une femme morte à l'âge de 32 ans. «Bulletins Et Mémoires de la Société Médicale Des Hôpitaux de Paris, 3 série» 10, ss. 58-62 (1922)
- Vurpas, Trétiakov, Borgonlesco. Lésions cavitaires de la base du cerveau et méningo-encéphalite subaiguë dans un cas de délire hallucinatoire avec démence complète d’emblée. «Revue Neurologique» 29, ss. 1329—337 (1922)
- Über eine eigentümliche veränderung der Zerebellarrinde bei progressiver Paralyse mit Malariaimpfbehandlung. «Arbeiten aus dem Neurologischen Institut (Osterr. interakademisches Zentralinstitut für Hinforschung) an der Wiener Universität» 29, ss. 1-7 (1923)
- Léri A, Trétiakov. Autopsie d’une dysostose cléido-crânienne: grosses lésions inflammatoires et hémorragiques méningo-encéphaliques. «Bulletins Et Mémoires de la Société Médicale Des Hôpitaux de Paris, 3 série» 47, ss. 1091-9 (1923)
- Léri A, Trétiakov. Encéphalite aiguë avec ramolissement presque total du corps calleux: état de dépression pseudo-mélancolique et paralysies oculaires ayant simulé l’encéphalite léthargique. «Bulletins Et Mémoires de la Société Médicale Des Hôpitaux de Paris, 3 série» 47, ss. 1098—102 (1923)
- Marie P, Bouttier H, Trétiakov C. Etude anatomoclinique sur un cas de chorée aiguë gravidique. «Bulletins Et Mémoires de la Société Médicale Des Hôpitaux de Paris, 3 série» 47, ss. 1127-35 (1923)
- Les «plaques cyto-graisseuses» dans les maladies mentales diverses et l’origine de ces plaques. «Memórias do Hospício de Juquery» 1, s. 181—199 (1924)
- Trétiakoff C, Amorim MF. Um cas de sclérose latérale amyotrophique pseudo-polynevritique, observée chez une alienée, atteinte de turbérculose intestinale. «Memórias do Hospício de Juquery» 1, s. 259—266, São Paulo (1924)
- Tretiakoff C, Marcondes Vieira F. Á propos de quelques lésions vasculaires dans la psychose maniaco-dépréssive. «Memórias do Hospício de Juquery» 1, ss. 245—258 (1924)
- Tretiakoff C, Amorim M de F. Um cas de sclérose latérale amyotrophique pseudo-polynevritique, observée chez une alienée, atteinte de tuberculose intestinale. «Memórias do Hospício de Juquery» 1, 259—266 (1924)
- Trétiakoff C, Silva ACP. Contribuição para o estudo da cysticercose cerebral e em particular das lesões cerebraes toxicas á distancia n’esta affecção. «Memórias do Hospício de Juquery» 1, 37-66 (1924)
- Tretiakoff C, Pujol A. Un cas de maladie de Tay-Sachs (forme paralytique à prédominance hémiplégique gauche). «Archives de Médecine des Enfants» 29, ss. 267-78 (1926)
- Симптомокомплекс сильвиева водопровода. Современная психоневрология 8 (4, 5), 271-87 (1929)
- Rev. neur., Par., 1934, 41: pt 2, 31-45.
- К. Н. Третьяков, А. В. Ульянова. Нейровегетативная регуляция давления цереброспинальной жидкости. Бюллетень экспериментальной биологии и медицины 2 (№ 3) (1936)
- Tretiakov KN, Meltzer DA. [Case of Schilder’s disease]. Nevropat. psikhiat. 5, ss. 1853-8 (1936)
- Метод клинического изучения температуры цереброспинальной жидкости. Невропатология и психиатрия 12, № 14 (1943)